# Soledad Sosa
Victoria Soledad Sosa Capurro (Mendoza, 1 de junio de 1986) es una política argentina, militante del Partido Obrero. Entre 2015 y 2017 fue diputada nacional, ingresando por las listas del Frente de Izquierda y de los Trabajadores.
Su militancia comenzó a la temprana edad de 15 años organizando el centro de estudiantes de su colegio, que luchó por conquistar un nuevo edificio para el establecimiento escolar. Con la efervescencia de las jornadas revolucionarias de 2001 se destacó en la organización de desocupados que peleaban por puestos de trabajo, al tiempo que era trabajadora doméstica. También colaboró activamente con la puesta en pie de comedores populares de la organización barrial Polo Obrero, que garantizaban el sustento de cientos de niños.
Comenzó sus estudios universitarios en la facultad de derecho de la UNCuyo.
Soledad Sosa es trabajadora del Poder Judicial de Mendoza, donde volvió una vez terminado su mandato como diputada nacional. Entre los judiciales es reconocida por la lucha en defensa de los trabajadores tanto en sus condiciones de trabajo, como por su salarios. Como parte de esta actividad fue una de las fundadoras de la Agrupación Naranja Judicial, que se destaca por plantear la independencia política tanto de la Corte Suprema de Justicia, como del gobierno y los partidos patronales. También por poner en pie un cuerpo de delegados para conquistar el «enganche» del salario de los empleados del poder judicial al de los miembros de la corte, la implementación de la carrera judicial, la jubilación al 82% móvil, las 6 horas para los trabajadores del CCP, entre otros.
El 29 de mayo de 2014, la joven dirigente socialista, fue elegida Secretaria General adjunta de la CTA autónoma Mendocina, como compañera de fórmula del experimentado dirigente Guillermo «Polo» Martínez Agüero. La lista n.º 2 provincial, al igual que la n.º 3 nacional de la Coordinadora Sindical Clasista, se impusieron en todo el territorio de la provincia de Mendoza por amplio margen. Esta fue apoyada por la combativa dirigente de ATE Mendoza, Raquel Blas.

## Diputada nacional
Sosa fue elegida junto con Nicolás Del Caño, con el 14% de los votos de las elecciones legislativas generales de la Provincia de Mendoza. Ubicándose ambos en tercer lugar y desplazando al tradicional Partido Demócrata de dicha provincia. Del Caño renunció a la banca para que asumiera Soledad Sosa, según el acuerdo de rotación del Frente de Izquierda el 4 de diciembre de 2015. La joven de 29 años fiel a sus convicciones juró por el derecho al aborto legal, la emancipación de la mujer y el socialismo. Al concluir su mandato, en 2017, Sosa volvió a su puesto de trabajo en el Poder Judicial mendocino habiendo presentado más de 240 proyectos de los cuales 80 se convirtieron en leyes. Las principales se refieren a la defensa de las tierras pública que el gobierno mendocino pretendió vender a capitales extranjeros, la prohibición del uso de contaminantes en minería, la jubilación anticipada para trabajadores de los viñedos, el 82% móvil en jubilaciones, la inclusión laboral trans, la renacionalización de los recursos energéticos (petróleo, gas, minerales), resarcimiento a los damnificados por la privatizaciones durante los 90s, entre otras.

## Activista por los derechos de la mujer
El 31 de mayo de 2018 Soledad Sosa asistió a la decimoquinta jornada de debate por la legalización del Aborto en Argentina en el 15.º plenario de comisiones del Congreso de la Nación manifestando su posición a favor del aborto comenzó exaltando el debate «popular» sobre aborto, que «han ganado las mujeres». «En este debate han participado los agentes del clericalismo que han venido a argumentar en contra de los derechos de las mujeres y de la autonomía de su sexualidad, frente a un régimen de opresión que las está condenando a la pobreza». Pidió un Protocolo de aborto no punible en Mendoza, su provincia.